# Libye aux Jeux olympiques d'été de 2004
La Libye a envoyé 8 athlètes aux Jeux olympiques d'été de 2004 à Athènes en Grèce.

## Résultats

### Athlétisme
Marathon hommes :
- Ali Mabrouk El Zaidi
  - 2 h 20 min 31 s (39e au total)

400 mètres femmes :
- Ruwida El Hubti
  - 1er tour : 1 min 03 s 57 (7e dans la 1re série, éliminée, 42e au total) (Record de Libye)

### Judo
Moins de 81 kg hommes :
- Mohamed Ben Saleh
  - 16e de finale : Perd contre Robert Krawczyk (Pologne) (Ude-hishigi-juji-gatame; ippon - 1:44 min)

### Natation
50 mètres nage libre hommes :
- Khaled Ghezzawi
  - Séries : 27.55 s (71e au total, éliminé)

50 mètres nage libre femmes :
- Amira Edrahi
  - Séries : 34.67 s (72e au total, éliminé)

### Taekwondo
Moins de 58 kg hommes :
- Ezedin Salem
  - 8e de finale : Perd contre Chu Mu Yen (Chinese Taipei) (Combat arrêté par l'arbitre, Round 1, 1:15 min) (passe au 1er tour de repêchage)
  - 1er tour de repêchage : Perd contre Juan Ramos (Espagne) (Éliminé)

### Haltérophilie
- de 77 kg hommes :
- Mohamed Eshtiwi
  - 335.0 kg (Arraché : 155.0 kg, Epaulé-jeté: 180.0 kg) (16e au total)

- de 85 kg hommes :
- Hamza Abughalia
  - N'a pas terminé

## Officiels
- Président : Mohammad Moammar Al-Gathafi
- Secrétaire général : Marwan Kamel Maghur